# Arasada pyraliformis
Arasada pyraliformis là một loài bướm đêm trong họ Noctuidae.